# 스코트라
스코트라는 2004년 플로트개발을 시작으로 2007년 법인으로 전환하였다. 2007년 멀티룸 플로트 보관됨 2020-01-26 - 웨이백 머신  개발(특허 제 10-0870390호)하였고 스코트라의 주력 사업 분야는 '수상태양광 시스템'과 '수상건설레저' 시스템이다. 2012년 -세계최초 수력 발전댐의 상용화-합천댐 500kW를 시작으로 국내외 수상태양광에서 부력체와 구조체를 설계 시공하고있다. 스코트라가 설계 시공한 수상태양광은 군산유수지 18.7MW, 고흥 25MW, 합천댐40MW 등이며  이 밖에도 필리핀, 일본, 대만등으로 수출하였다.
스코트라 본사는 전북특별자치도 군산시에 위치하며 서울과 평택에 지사를 두고 있다.